# 矢幡亜貴
矢幡 亜貴（やわた あき、4月24日- ）は日本の漫画家。血液型O型。

## 作品リスト
- 頬に沈む（2007年3月23日発売[2]、集英社、マーガレットコミックス、ISBN 978-4-08-846158-8）
  - 頬に沈む（『デラックスマーガレット』2006年7月号）
  - 君は小さな結晶（『別冊マーガレット』2006年12月号）
  - わがままに抱きしめて（『ザ マーガレット』2006年10月号）
  - 約束が君をやぶる（『別冊マーガレット』2005年10月号）

### 単行本未収録作品
- その言葉は気持ち（『デラックスマーガレット』2005年7月号）
- 惑う指先おどるように（『別冊マーガレット』2007年3月号）
- 焦げる（『デラックスマーガレット』2007年9月号）
- 秋の風に騒ぐ（『デラックスマーガレット』2008年1月号）
- 夜と音（『デラックスマーガレット』2008年7月号）
- 嘘と嘘と私（『デラックスマーガレット』2008年11月号）

## 関連人物
- 小藤まつ[3] - アシスタント経験先。